# Atractus lehmanni
Espèce
Atractus lehmanni est une espèce de serpents de la famille des Dipsadidae.

## Répartition
Cette espèce est endémique de la province d'Azuay en Équateur.

## Étymologie
Cette espèce est nommée en l'honneur de Friedrich Carl Lehmann (1850–1903).

## Publication originale
- Boettger, 1898 : Katalog der Reptilien-Sammlung im Museum der Senckenbergischen Naturforschenden Gesellschaft in Frankfurt am Main. Frankfurt am Main Museum, vol. 2, p. 1-160 (texte intégral).